# Baía do Iguape

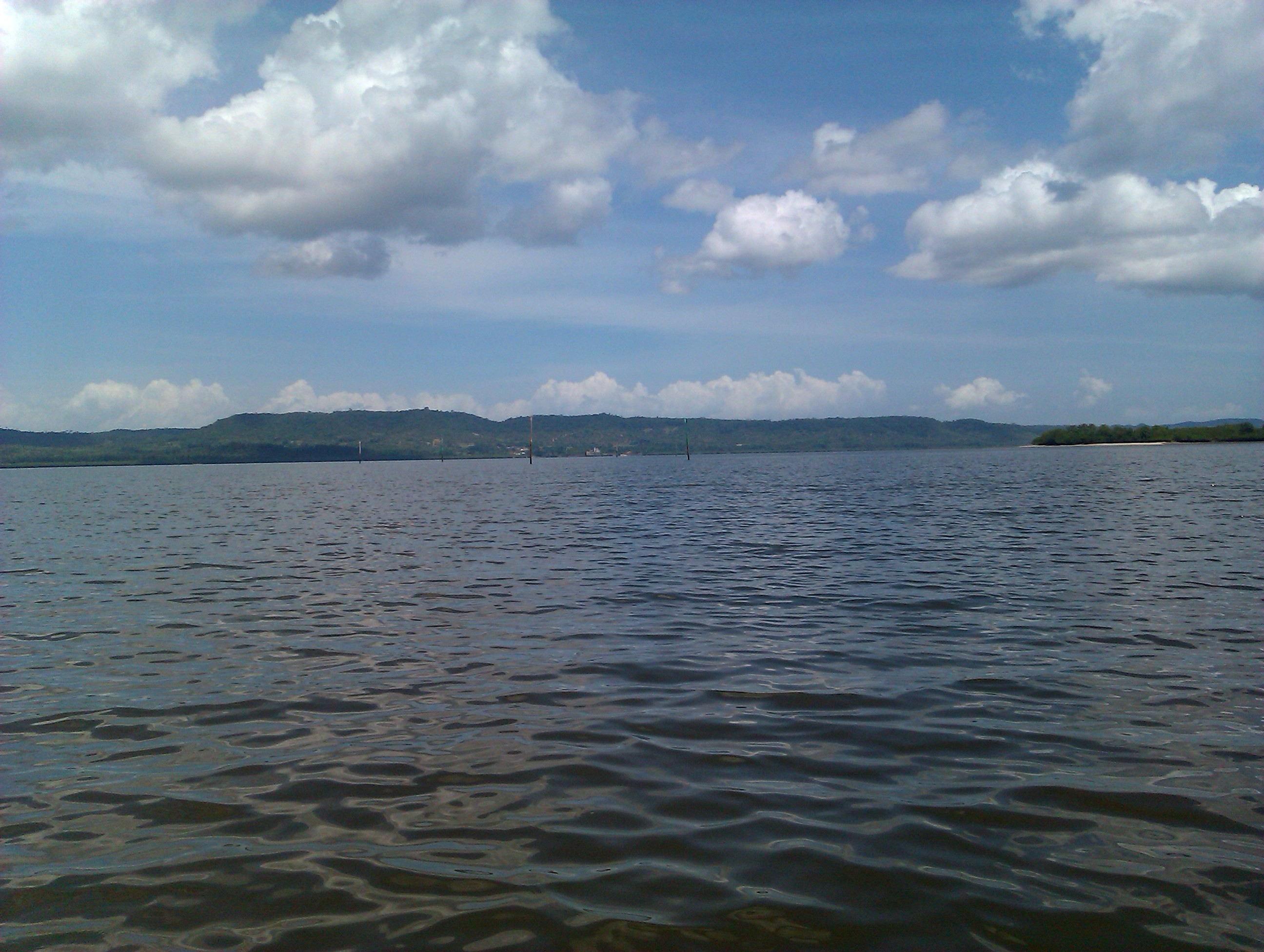
Baía do Iguape, próximo a São Francisco do Paraguaçu

A baía do Iguape está localizada no rio Paraguaçu, no ponto onde este deixa de correr margeado por montanhas, após passar pelas cidades de Cachoeira e São Félix, e antes de encontrar a sua foz, na baía de Todos os Santos, no estado da Bahia, no Brasil. Em torno da baía do Iguape, está localizada a sede do município de Maragogipe e as vilas de Santiago do Iguape, São Francisco do Paraguaçu e Nagé.

## Topônimo
A palavra "Iguape" tem origem na língua tupi e significa "na enseada do rio", através da junção dos termos  'y  (água, rio), kûá (enseada) e pe (em).

## Economia
A população em torno da baía sobrevive basicamente da pesca artesanal, da cultura do fumo e de pequenas agriculturas familiares. A maior parte dessas famílias depende da pesca de mariscos como ostras, sururu e camarão como principal fonte de renda e subsistência. Esse tipo de unidade de conservação é criado com o objetivo de proteger os recursos naturais das comunidades tradicionais que habitam a região, promovendo uma gestão sustentável dos recursos pesqueiros e mantendo a cultura local.
A região ainda constitui o tradicional Polo da Indústria Naval da Bahia, que abrange os municípios de Maragogipe e Saubara e é formado pelos estaleiros da Bahia (EBASA), Enseada do Paraguaçu (EEP) e São Roque do Paraguaçu.

## População
A Baía do Iguape é lar da Reserva Extrativista Marinha da Baía do Iguape, onde vivem mais de 3.400 famílias, principalmente em áreas rurais nos municípios de Maragogipe e Cachoeira.